# 梅里斯奧·胡禮
韋伯·梅里斯奧·胡禮·雷諾特（西班牙語：Wílber Mauricio Wright Reynolds，1970年12月20日—），哥斯達黎加职业足球运动员，现已退役，他曾是哥斯達黎加國家隊的重心球員，效力年數長達十年，現在他是柏魯占士教練。
雷特曾為哥斯達黎加國家隊上陣67次。他曾狂在2002年世界杯射入一球。他也曾在1997年和2004年南美國家盃杯中亮相。
雷特分別在美國職業大聯盟球隊聖荷西地震及新英格蘭革命合共打三個賽季。他在大聯盟合共取得了6個入球和3次助攻。雷特還效力過當地球會薩普里沙和希雷迪亞諾，危地馬拉球會齊奧內斯，並曾在希臘球會AEK雅典中效力。在薩普里沙，他已經贏得了三個全國聯賽冠軍和兩次中北美及加勒比俱樂部冠軍盃，並在最後一個球季重返那裡。